# Trinidad en Tobago op de Olympische Zomerspelen 2016
Trinidad en Tobago nam deel aan de Olympische Zomerspelen 2016 in Rio de Janeiro, Brazilië. Tweeëndertig sporters in acht verschillende sportdisciplines behoorden tot de selectie; het overgrote deel was actief in de atletiek. Keshorn Walcott, drager van de nationale vlag bij de openingsceremonie, won in die sport de enige medaille voor Trinidad en Tobago in 2016: bij het speerwerpen, dat hij vier jaar eerder won, plaatste hij zich als beste atleet voor de finale; in de finale eindigde hij als derde met een beste worp van 85,38 meter. Sprinter Machel Cedenio kwam op de loopnummers het dichtst bij een medaille: hij werd vierde op de 400 meter. Cedenio liep een 24 jaar oud nationaal record uit de boeken met een tijd van 44.01.

## Medailleoverzicht
| Sport    | Olympiër        | Onderdeel       | Medaille |
| -------- | --------------- | --------------- | -------- |
| Atletiek | Keshorn Walcott | speerwerpen (m) | Brons    |

## Deelnemers en resultaten
(m) = mannen, (v) = vrouwen 

### Atletiek
| Olympiër                                                                                     | Onderdeel        | Resultaat    | Prestatie                                                           |
| -------------------------------------------------------------------------------------------- | ---------------- | ------------ | ------------------------------------------------------------------- |
| Keston Bledman                                                                               | 100 m (m)        | kwartfinale  | kwartfinale: 10.20 (5e)                                             |
| Richard Thompson                                                                             | 100 m (m)        | kwartfinale  | kwartfinale: 10.29 (6e)                                             |
| Rondel Sorrillo                                                                              | 100 m (m)        | kwartfinale  | kwartfinale: 10.23 (3e)                                             |
| Kyle Greaux                                                                                  | 200 m (m)        | series       | series: 20.61 (4e)                                                  |
| Rondel Sorrillo                                                                              | 200 m (m)        | halve finale | series: 20.27 (3e) halve finale: 20.33 (5e)                         |
| Machel Cedenio                                                                               | 400 m (m)        | 4e           | series: 44.98 (1e) halve finale: 44.39 (1e) finale: 44.01 (4e, NR)  |
| Lalonde Gordon                                                                               | 400 m (m)        | halve finale | series: 45.24 (1e) halve finale: 45.13 (8e)                         |
| Deon Lendore                                                                                 | 400 m (m)        | series       | series: 46.15 (6e)                                                  |
| Mikel Thomas                                                                                 | 110 m horden (m) | series       | series: 13.68 (6e)                                                  |
| Jehue Gordon                                                                                 | 400 m horden (m) | series       | series: 49.90 (8e)                                                  |
| Keston Bledman Emmanuel Callender Marcus Duncan Kyle Greaux Rondel Sorrillo Richard Thompson | 4x100 m (m)      | DSQ          | series: 37.96 (3e) finale: DSQ                                      |
| Machel Cedenio Lalonde Gordon Deon Lendore Renny Quow Jereem Richards Jarrin Solomon         | 4x400 m (m)      | DSQ          | series: DSQ                                                         |
| Keshorn Walcott VO                                                                           | speerwerpen (m)  | Brons        | kwalificaties: 88,68 m (1e) finale: 85,38 m (3e)                    |
|                                                                                              |                  |              |                                                                     |
| Michelle-Lee Ahye                                                                            | 100 m (v)        | 6e           | kwartfinale: 11.00 (1e) halve finale: 10.90 (2e) finale: 10.92 (6e) |
| Semoy Hackett                                                                                | 100 m (v)        | halve finale | kwartfinale: 11.35 (3e) halve finale: 11.20 (5e)                    |
| Kelly-Ann Baptiste                                                                           | 100 m (v)        | kwartfinale  | kwartfinale: 11.42 (4e)                                             |
| Michelle-Lee Ahye                                                                            | 200 m (v)        | 6e           | series: 22.50 (1e) halve finale: 22.25 (2e) finale: 22.34 (6e)      |
| Semoy Hackett                                                                                | 200 m (v)        | halve finale | series: 22.78 (2e) halve finale: 22.94 (6e)                         |
| Reyare Thomas                                                                                | 200 m (v)        | series       | series: 22.97 (5e)                                                  |
| Janeil Bellille                                                                              | 400 m horden (v) | halve finale | series: 56.25 (5e) halve finale: 56.06 (6e)                         |
| Sparkle McKnight                                                                             | 400 m horden (v) | series       | series: 56.80 (5e)                                                  |
| Michelle-Lee Ahye Kelly-Ann Baptiste Semoy Hackett Khalifa St. Fort Kai Selvon Reyare Thomas | 4x100 m (v)      | 5e           | series: 42.62 (3e) finale: 42.12 (5e)                               |
| Cleopatra Borel VS                                                                           | kogelstoten (v)  | 7e           | kwalificaties: 18,20 m (8e) finale: 18,37 m (7e)                    |

### Boksen
| Olympiër   | Onderdeel  | Resultaat    | Prestatie                                |
| ---------- | ---------- | ------------ | ---------------------------------------- |
| Nigel Paul | +91 kg (m) | tweede ronde | tweede ronde verloor van Efe Ajagba (ko) |

### Gymnastiek
| Olympiër    | Onderdeel         | Resultaat | Prestatie                          |
| ----------- | ----------------- | --------- | ---------------------------------- |
| Marisa Dick | brug ongelijk (v) | 79e       | kwalificaties: 11,333 punten (79e) |
| Marisa Dick | balk (v)          | 58e       | kwalificaties: 13,066 punten (58e) |
| Marisa Dick | vloer (v)         | 70e       | kwalificaties: 12,533 punten (70e) |

### Judo
| Olympiër           | Onderdeel   | Resultaat    | Prestatie                                    |
| ------------------ | ----------- | ------------ | -------------------------------------------- |
| Christopher George | –100 kg (m) | tweede ronde | tweede ronde verloor van Yan Naing Soe: yuko |

### Roeien
| Olympiër    | Onderdeel | Resultaat | Prestatie |
| ----------- | --------- | --------- | --- |
| Felice Chow | skiff (v) | 22e       | series: 8:31.83 (5e) herkansing: 8:04.91 (2e) kwartfinale: 8:02.53 (5e) halve finale C/D: 8:20.07 (4e) D-finale: 7:50.23 (22e) |

### Wielersport
| Olympiër        | Onderdeel  | Resultaat    | Prestatie |
| --------------- | ---------- | ------------ | --- |
| Njisane Phillip | sprint (m) | eerste ronde | kwalificatieronde: 9.813 (6e) eerste ronde verloor van Xu Chao (+0.145) herkansing verloor van Maximilian Levy (+1.429) |

### Zeilen
| Olympiër     | Onderdeel | Resultaat | Prestatie                |
| ------------ | --------- | --------- | ------------------------ |
| Andrew Lewis | Laser (m) | 39e       | totaal: 324 punten (39e) |

### Zwemmen
| Olympiër      | Onderdeel            | Resultaat | Prestatie               |
| ------------- | -------------------- | --------- | ----------------------- |
| George Bovell | 50 m vrije slag (m)  | 27e       | series: 22.30 (27e)     |
| Dylan Carter  | 100 m vrije slag (m) | 23e       | series: 48.80 (23e, NR) |